# Liste der Naturschutzgebiete im Landkreis Bayreuth
Im Landkreis Bayreuth gibt es 14 Naturschutzgebiete. Das größte Naturschutzgebiet ist das 2006 eingerichtete Naturschutzgebiet Muschelkalkgebiet am Oschenberg.
| Name                                    | Bild | Kennung                   | Kreis                                                                    | Einzelheiten | Position | Fläche Hektar | Datum |
| --------------------------------------- | ---- | ------------------------- | ------------------------------------------------------------------------ | --- | -------- | ------------- | ----- |
| Craimoosweiher                          |      | NSG-00257.01 WDPA: 162685 | Landkreis Bayreuth                                                       | Schnabelwaid Ein an Pflanzen- und Tierarten außergewöhnlich reiches Stillgewässer. | ⊙        | 18,84         | 1989  |
| Haberstein                              |      | NSG-00020.01 WDPA: 81791  | Landkreis Bayreuth                                                       | Bischofsgrün Blockmeer und Granittürme mit Verwitterungsformen. | ⊙        | 10,63         | 1939  |
| Hahnenfilz bei Mehlmeisel               |      | NSG-00209.01 WDPA: 163478 | Landkreis Bayreuth                                                       | Mehlmeisel Abgetorftes ehemaliges Hochmoor. | ⊙        | 11,74         | 1984  |
| Haidenaabtal und Gabellohe              | BW   | NSG-00549.01 WDPA: 318490 | Landkreis Bayreuth                                                       | Immenreuth Feuchtgebietsgebundene Lebensraumtypen mit gefährdeten Tiergruppen. | ⊙        | 75,44         | 1998  |
| Knock bei Obernsees                     |      | NSG-00527.01 WDPA: 164167 | Landkreis Bayreuth                                                       | Obernsees Wertvoller Laubmischwald mit wärmeliebenden Säumen und Magerrasenbereichen auf einer Bergkuppe von besonderer landschaftlicher Schönheit und Eigenart.                                             | ⊙        | 14,3          | 1997  |
| Laubmischwald im oberen Aufseßtal       |      | NSG-00319.01 WDPA: 164392 | Landkreis Bayreuth                                                       | Sachsendorf Naturnahe und artenreiche Laubmischwaldbestände mit für diesen Lebensraum typischer Pflanzen- und Tierwelt.                                                                                      | ⊙        | 20,71         | 1987  |
| Moosbachaue                             |      | NSG-00279.01 WDPA: 164684 | Landkreis Bayreuth                                                       | Mehlmeisel Feuchtgebiet mit dem einzigen fossilen Pingo Nordbayerns (eiszeitlich entstandene Geländehohlform).                                                                                               | ⊙        | 11,68         | 1986  |
| Naturwaldreservat Fichtelseemoor        |      | NSG-00155.01 WDPA: 82213  | Landkreis Bayreuth, Landkreis Wunsiedel                                  | Fichtelberg Ehemaliges Hochmoor. Landkreis Bayreuth: 107,41 ha Landkreis Wunsiedel: 30,51 ha | ⊙        | 137,92        | 1982  |
| Muschelkalkgebiet am Oschenberg         |      | NSG-00739.01 WDPA: 378336 | Bayreuth, Landkreis Bayreuth                                             | Bayreuth Ökologisch sehr wertvoller Biotopkomplex mit Flachland-Mähwiesen und Halbtrockenrasen sowie vielfältigen Hecken, Feldgehölzen und Laubmischwäldern. Bayreuth: 246,2 ha Landkreis Bayreuth: 78,34 ha | ⊙        | 324,54        | 2006  |
| Nußhardt                                |      | NSG-00019.01 WDPA: 82263  | Landkreis Bayreuth                                                       | Seehügel Blockmeer und Felsenwildnis mit Verwitterungsformen. | ⊙        | 7,36          | 1939  |
| Pegnitzau zwischen Ranna und Michelfeld |      | NSG-00548.01 WDPA: 318939 | Landkreis Nürnberger Land, Landkreis Amberg-Sulzbach, Landkreis Bayreuth | Neuhaus, Auerbach, Pegnitz Talauen. Flächenaufteilung: Landkreis Nürnberger Land = 99,34 ha Landkreis Amberg-Sulzbach = 79,83 ha Landkreis Bayreuth = 19,24 ha                                               | ⊙        | 198,71        | 1998  |
| Steinachtal mit Deichselhölzchen        | BW   | NSG-00261.01 WDPA: 165670 | Landkreis Bayreuth                                                       | Döhlau Naturnahe Laubmischwälder, Auwälder und naturnahes Fließgewässer als Lebensräume typischer Pflanzen- und Tierarten.                                                                                   | ⊙        | 11,97         | 1985  |
| Teufelsloch                             |      | NSG-00035.01 WDPA: 82703  | Landkreis Bayreuth                                                       | Eckersdorf Naturnahes Wiesental mit ökologisch bedeutsamen Randbereichen, Feuchtgebietskomplexen und einem weitgehend natürlichen Gewässerverlauf.                                                           | ⊙        | 7,62          | 1941  |
| Trockenhänge um Pottenstein             |      | NSG-00496.01 WDPA: 165956 | Landkreis Bayreuth                                                       | Pottenstein Wertvolle Vegetationskomplexe aus Felsheiden, Halbtrocken- und Trockenrasen, wärmeliebenden Säumen, Gebüschen sowie lichten Wäldern.                                                             | ⊙        | 51,87         | 1995  |
| Legende für Naturschutzgebiet           |      |                           |                                                                          | |          |               |       |